# Stisseria dejecta
Stisseria dejecta là một loài thực vật có hoa trong họ La bố ma. Loài này được (Salm-Dyck) Kuntze miêu tả khoa học đầu tiên năm 1891.